# Negro Matapacos

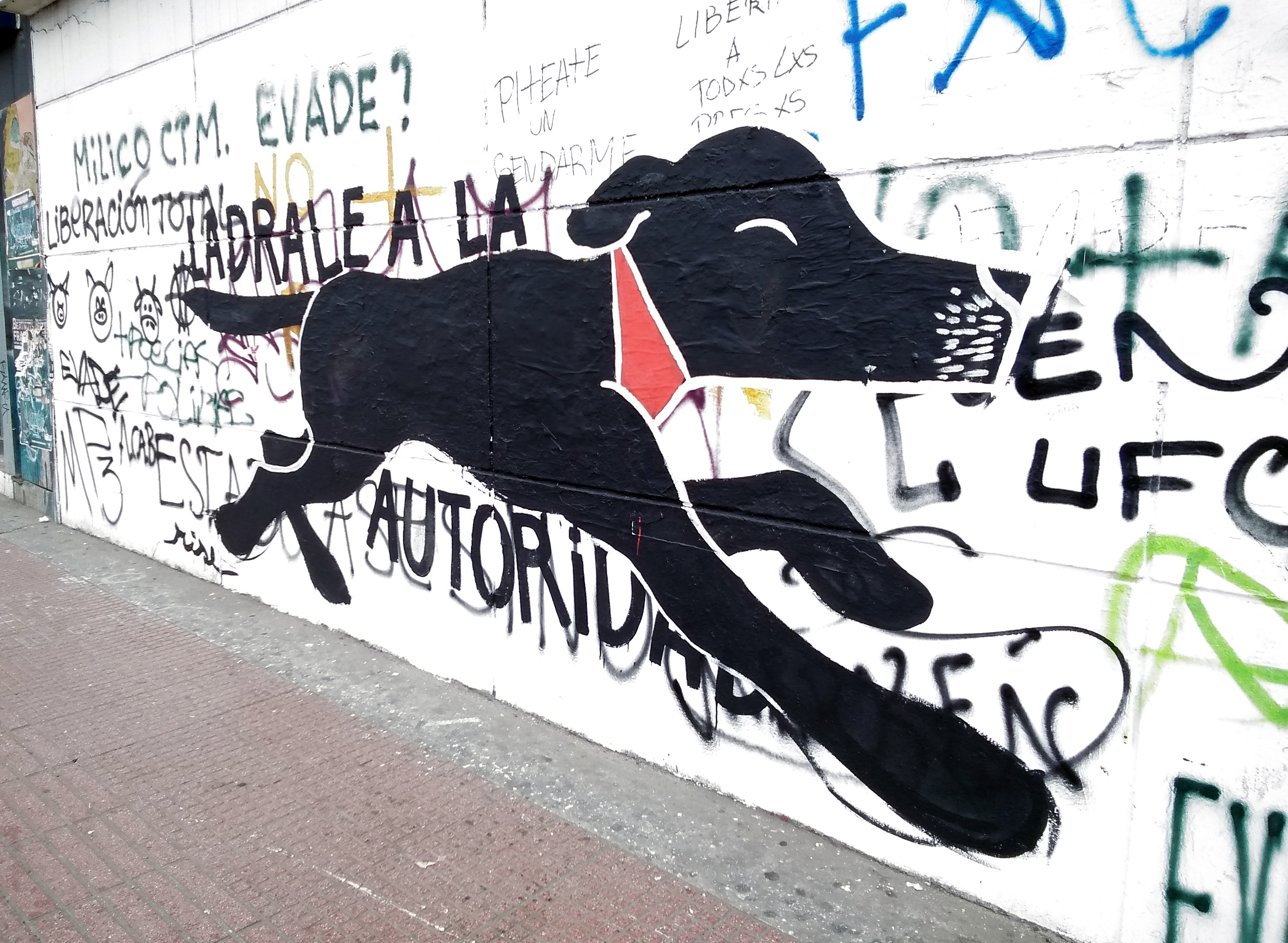
Graffiti av Negro Matapacos vid La Cisterna.

Negro Matapacos (översatt den svarta snutdödaren) var en chilensk hund som blev känd för sin närvaro under gatuprotesterna i Santiago, Chile under 2010-talet. Med sin svarta päls och röda snusnäsduk knuten om halsen, har han blivit en protestsymbol över hela världen. Namnet härleds ur spanskans matar (att döda) och paco,som är ett chilensk slanguttryck för polis, och kan ungefär översättas med "snut".

## Biografi
Hunden gjorde sig först känd bland studenter i Santiago, speciellt vid University of Santiago, Chile (Usach), Metropolitan University of Technology (UTEM) och Central University of Chile (Ucen). Under de chilenska studentprotesterna 2011-2013 uppmärksammades Negro Matapacos eftersom han deltog i gatudemonstrationerna och för att attackera de chilenska karabinjärerna, vilket gjorde honom populär bland demonstranterna. Han fortsatte delta i olika demonstrationer under hela årtiondet. Även om han oftast avbildas med röd snusnäsduk, knöt de som tog hand om honom även blå och vita snusnäsdukar om hans hals.
Negro Matapacos var en gatuhund men från 2009 togs han om hand och bodde ofta hos María Campos. Av media kallades han ibland även för den "chilenska Loukanikos", efter den grekiska hunden Loukaniko (Λουκάνικος) som blev känd för att delta i gatuprotesterna i Grekland 2010 och 2012.
Negro Matapacos dog den 26 augusti 2017, i närvaro av veterinär och de som tog hand om honom.

## I kulturen

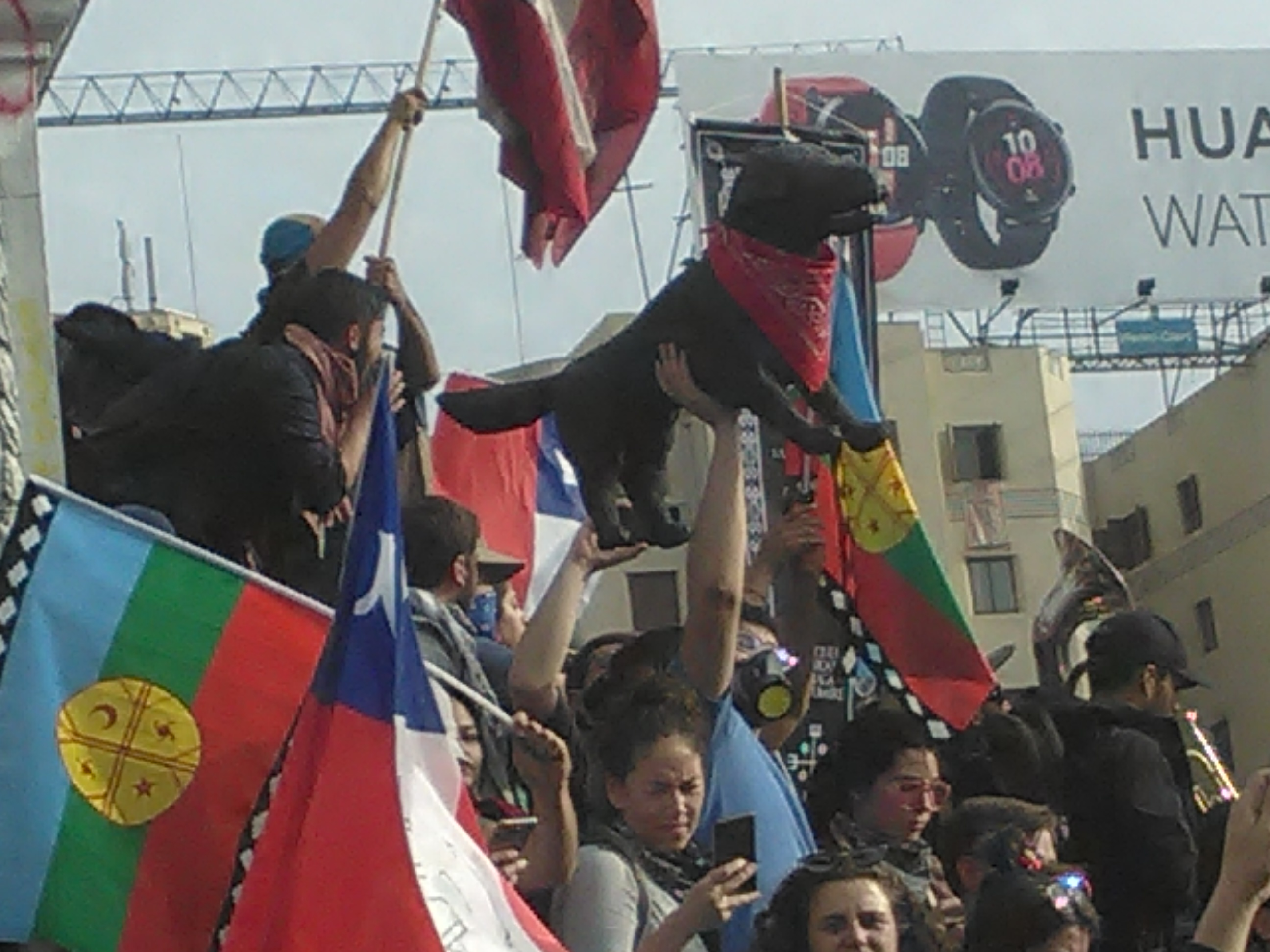
Figur i Papier-mâché av Negro Matapacos, under protester vid Plaza Baquedano.

I december 2013 släpptes dokumentären Matapaco, skapad av Víctor Ramírez, Carolina García, Nayareth Nain, Francisco Millán och Sergio Medel på bolaget EnMarcha Films, som vann pris för bästa dokumentär vid Santo Tomás Festival i Viña del Mar.
Under protesterna i Chile 2019 användes han som positiv symbol för demonstranterna, och dök upp på en mängd affischer, klistermärken, muralmålningar och skulpturer i papier-mâché. Det finns även önskemål om att resa en staty över Negro Matapacos.
Protestsymbolen Negro Matapacos har även dykt upp utanför Chile, exempelvis i Japan den 14 november 2019, då statyn av Hachikō utanför järnvägsstationen Shibuya i Tokyo behängdes med en röd snusnäsduk. Bara fyra dagar senare utsmyckades statyn av Balto i Central Park i New York på samma sätt.
Under de protester som blossade upp i New York i november 2019 på grund av hur polisen behandlat en person som åkt med tunnelbanan utan att betala, förekom det en mängd klistermärken på tunnelbanestationer med en bild av Negro Matapacos som hoppar över vändkorsen.
Den 8 februari 2020 bar den svenska musikern Méndez en röd T-shirt med ett tryck av Negro Matapacos under sitt framträdande i Melodifestivalens andra deltävling i Scandinavium i Göteborg. När han intervjuades efteråt påstod han att det inte var en politisk budskap från hans sida att bära den.